# Quarth
Quarth — аркадная видеоигра, гибрид головоломки и шутера, разработанная компанией Konami в 1989 году. Изначально была выпущена в виде игрового автомата и за пределами Японии имела название Block Hole. Впоследствии были выпущены версии игры для домашних компьютеров MSX2 (со встроенной микросхемой SCC), NEC PC-9801 и Sharp X68000, а также для игровых консолей Famicom/NES и Game Boy. Все домашние версии игры имели название Quarth, за исключением европейского издания сборника Konami GB Collection Vol.4 для Game Boy Color, в котором игра по неизвестным причинам называлась Block Game. В 2005 году игра была включена в состав игры Ganbare Goemon: Tokai Dochu Oedo Tengu ri Kaeshi no Maki для Nintendo DS.
В 2001 и 2005 годах игра была выпущена на i-mode сервисах Konami Net для мобильных телефонов, под названиями Block Quarth и Block Quarth DX (улучшенная версия).

## Игровой процесс
Игровой процесс Quarth является комбинацией головоломки в стиле Tetris и шутера типа Space Invaders, где летательный аппарат игрока может перемещаться только по горизонтали. Аппарат постоянно движется по вертикальному коридору фиксированной ширины, в котором находятся препятствия, состоящие из квадратных элементов, расположенных в определённом порядке. Игрок должен расчищать себе путь, стреляя такими же элементами и составляя из них и уже находящихся в коридоре элементов прямоугольные блоки. При этом элементы, входящие в составленный блок, исчезают, а игрок получает некоторое количество очков, зависящее от размера блока. По мере продвижения по коридору изменяется скорость движения и заполненность коридора элементами. Также присутствуют различные призы, получаемые при убирании мигающих элементов.
Игра продолжается, пока элементы не достинут горизонтальной линии в нижней части экрана и аппарат игрока не будет расплющен («quarthed»).

## Многопользовательский режим
Многопользовательский режим представлен двумя вариантами игры для двух игроков. В первом варианте экран разделён на две части, каждый игрок движется по своему коридору. Во втором варианте оба игрока находятся в одном широком коридоре и действуют совместно. Версия для Game Boy требовала наличия линк-кабеля и имела только первый вариант мультиплеера, при этом каждый игрок видел на экране только свой коридор.